# Хальперн, Вильмош
Вильмош Хальперн-Хаваш III (венг. Vilmos  Halpern-Hawas III; 12 февраля 1910, Будапешт, Австро-Венгрия — 27 сентября 1969, Брюссель, Бельгия) — венгерский футболист и тренер. В качестве игрока выступал за клуб «Хунгария».
Тренерскую карьеру начал в Германии, став тренером клуба «Алеманния». Бо́льшую часть карьеры провёл в Нидерландах, где поработал более чем с 20 клубами, в том числе с «Аяксом». Кроме этого был тренером в Швейцарии, Люксембурге и Турции.

## Тренерская карьера

### 1930-е годы
Первым клубом в тренерской истории Хальперна числится футбольный клуб «Алеманния» из Ахена, который он возглавил в 1933 году. Затем он отправился в Нидерланды, где в мае 1934 года был назначен тренером сразу двух команд: ВОС из города Венло и «Херлен Спорт» из Херлена. В этих клубах он был известен как Гийом Хальперн-Хаваш, бывший игрок сборной Венгрии и тренер команд первого класса Германии и Бельгии. Это был первый известный случай, когда тренер предоставил недостоверную информацию о своей личности.
В 1935 году он работал в спортивном клубе «Ахен». В июне 1936 года Вильмош стал тренером клуба ВВС из города Ситтард. Местная газета «Limburger Koerier» написала об этом событии 12 июня:

«ВВС начинает сотрудничать с известным венгерским тренером Вилли Хальперн-Хавашом III. Он является одним из самых молодых тренеров в Европе. Ему 26 лет и он родился в Будапеште. В качестве игрока он выступал несколько лет за ФК „Хунгария“. Он провёл 7 матчей за сборную Венгрии, впервые сыграв за неё в 18 лет. Из-за тяжёлых травм ему пришлось рано завершить игровую карьеру. Как тренер, он успел поработать в Германии с клубами „Бавария“ и „Алеманния“».

Спустя два месяца Хальперн сменил команду, отправившись в соседний город Рурмонд, он стал тренировать местный клуб РФК. В период с 1937 по 1938 год венгерский специалист успел сменить четыре клуба — в провинции Фрисландия тренировал «Фризию» и ЛСК 1890, а в провинции Гронинген команды ГСК и «Хогезанд».
В апреле 1939 года клуб ВЮК из Гааги объявил, что с 1 мая их новым тренером будет венгр Хальперн. На этом посту он сменил англичанина Джека Холла, который перебрался в «Фейеноорд» из Роттердама.

### 1940-е годы
С июля по август 1940 года Вильмош работал в клубе «Апелдорнсе Бойс» из Апелдорна, а затем возглавил амстердамский «Аякс». Предыдущий тренер клуба Джек Рейнолдс был арестован немцами во время оккупации Нидерландов и отправлен в лагерь для интернированных Схорл. Помимо «Аякса», 30-летний венгр тогда работал ещё с одним амстердамским клубом — «Де Волевейккерсом».
В его первом матче 22 сентября «красно-белые» на стадионе «Де Мер» разгромили СВВ из Роттердама со счётом 5:1. При Хальперне в чемпионате Нидерландов команда сыграла 18 матчей, выиграв 8, сведя вничью 6 и проиграв 4. «Аякс» по итогам сезона занял второе место в своей группе и не попал в финальную часть чемпионата. Занимаемую должность тренер покинул в июне 1941 года и вскоре стал работать в командах НЕК из Неймегена и НОАД из Тилбурга.
В дальнейшем работал c командами ДОС, «Де Волевейккерс» и ПЕК Зволле. В 1943 году он согласился тренировать «Вилхелмину» из Хертогенбоса. Один из футболистов клуба вспоминал, что тренировки венгерского тренера были для них в новинку — он заставлял прыгать через верёвку и последовательно бить по воротам, тренируя голкипера. Тем не менее, уже в декабре было принято решение расторгнуть с ним контракт. В 1944 году работал с клубом СКХ из Неймегена, а в 1946 году с командой РБК из Розендала. В июне 1948 года подписал контракт с люксембургским клубом «ЮС Дюделанж».

### 1950-е годы
В начале 1950-х работал со швейцарским клубом «Гренхен». В сентябре 1953 года Вилли был назначен главным тренером турецкого клуба «Истанбулспор», который на тот момент выступал в чемпионате Истанбула. В его первом матче 17 октября команда с минимальным счётом обыграла клуб «Эмниет». В первых шести турах «Истанбулспор» одержал четыре победы и дважды сыграл вничью. Беспроигрышная серия прервалась 27 ноября, после поражения от клуба «Касымпаша». Сезон команда завершила на пятом месте, отстав от победителя «Бешикташа» на 11 очков.
В 1954 году Хальперн стал кандидатом в тренеры немецкого «Шальке 04», искавшего нового тренера взамен Фрица Шепана. Вилли предоставил клубу целый альбом с газетными вырезками, в которых описывались его заслуги в футболе. В своём досье 44-летний тренер заявлял, что сыграл 33 матча за сборную Венгрии, тренировал сборную Турции, а также работал в  Люксембурге, Швеции и Нидерландах. Руководство клуба согласилось дать ему шанс и разрешило провести тренировку. Эта новость быстро разлетелась по Гельзенкирхену, поэтому на первой тренировке венгерского маэстро присутствовало около 1000 человек.
Уволенный тренер Шепан и бывший игрок «Шальке» Куцорра отрицательно отозвались о Хальперне и его тренировке. Известный своими высказываниями Куцорра заявил, что он съест метлу, если Хальперн действительно играл на международном уровне. Шепан также сомневался в правдивости данных о 33 сыгранных матчах за сборную Венгрии. После подобных заявлений президент клуба Альберт Мориц решил внимательно изучить присланные тренером материалы и нашёл вырезку из газеты, где венгр заявлял, что уже был тренером «Шальке» в середине 1930-х. Дальнейший анализ показал, что венгр действительно работал в разных странах, но заявленные достижения оказались ложью. После подобного обмана тренеру пришлось покинуть расположение команды.
В том же 1954 году он работал с нидерландским клубом «Ден Хаг’54» из Гааги. В ноябре, после слияния с другим клубом, команда получила название «Фламинго’54», но уже в январе 1955 года клуб получил имя «Холланд Спорт». Последним известным местом работы Хальперна является швейцарский клуб «Беллинцона».

## Личная жизнь
Родился в еврейской семье. Отец — Хайм Вольф Хальперн, мать — Сара Израэль. Вильмош был женат на жительнице Нидерландов по имени Антье Постма — их брак был зарегистрирован 1 декабря 1937 года. В феврале 1938 года у них родилась дочь Илонка Анита Саролта, а годом позже — сын Вильмош Хендрик Теодор. В феврале 1944 года родился второй сын по имени Роберт, а в 1946 году — дочь Ольга Виктория. Последней в их семье появилась на свет дочь Хильдегард, родившаяся в 1955 году.
Умер 27 сентября 1969 года в Брюсселе в возрасте 59 лет. На тот момент его супруга проживала в городе Эдмонтон, Канада.